# Grigorii Ştein
Grïgorïy Şteyn (Kazachs: Григорий Штейн) (Astana, 6 maart 1996) is een Kazachs wielrenner die anno 2018 rijdt voor Astana City.

## Carrière
Als junior werd Şteyn in 2014 zowel Aziatisch als nationaal kampioen op de weg.
In 2015 reed Şteyn voor Seven Rivers Cycling Team, dat tot eind mei een clubteam was. Zijn beste prestatie dat jaar was een achtste plaats in de wegwedstrijd op het nationale kampioenschap. In 2016, toen zijn ploeg was omgedoopt tot Astana City, werd hij in de GP delle Liberazione in een sprint-à-deux verslagen door Vincenzo Albanese.
In 2017 behaalde Şteyn zijn eerste UCI-overwinning bij de eliterenners toen hij deel B van de vijfde etappe van de Bałtyk-Karkonosze Tour op zijn naam schreef.

## Overwinningen
2014
 Aziatisch kampioen op de weg, Junioren
 Kazachs kampioen op de weg, Junioren
2017
5e etappe deel B Bałtyk-Karkonosze Tour

## Ploegen
- 2015 –  Seven Rivers Cycling Team (vanaf 28-5)
- 2016 –  Astana City
- 2017 –  Astana City
- 2018 –  Astana City

Axmetov · Gackïy · Galejev · Koelimbetov · Koezmin · Lwşşenko · Miraliev · Natarov · Nikitin · Panassenko · Satlikov · Stalnov · Şteyn · Tsjsjerbinin · Tsoj · Zjoemakan
Axmetov · Gorboesjin · Koelimbetov · Koezmin · Lwşşenko · Natarov · Nikitin · Panassenko · Pronskïy · Satlikov · Şteyn · Tsjsjerbinin · Tsoj · Ulısbajev
Axmetov · Bajembajev · Coy · Kwzmïn · Lwşşenko · Marwxin · Natarov · Nïkïtïn · Pronskïy · Şteyn · Ulısbajev · Zaycev